# Projekt 671
Projekt 671 (v kódu NATO třída Victor I) byla třída ponorek Sovětského námořnictva s jaderným pohonem. Jejich hlavním úkolem bylo ničení nepřátelských ponorek, zejména těch raketonosných. Všech 16 ponorek již bylo vyřazeno ze služby.

## Stavba

Ilustrace ponorky třídy Victor I

Sovětská loděnice v Leningradu dodala v letech 1968–1975 celkem 16 ponorek třídy Victor I. Ze služby byly vyřazeny do roku 1996.

## Konstrukce
Jako první sovětské ponorky měly trup kapkovitého tvaru, tvarovaný pro podhladinovou plavbu vysokou rychlostí. Největší hloubka ponoru dosahovala 400 metrů. Výzbroj tvořilo šest 533mm torpédometů, z nichž dva byly osazeny vložkamy pro použití torpéd ráže 406 mm. Na palubě nesly celkem 18 dlouhých zbraní či 36 protilodních min. Vypouštět ale mohly také protiponorkové a protilodní střely RPK-2 Viyuga (v kódu NATO SS-N-15 Starfish). Pohonný systém tvořily dva tlakovodní jaderné reaktory VM-4T a dvě parní turbíny OK-300, roztáčející jeden pětilistý hlavní lodní šroub. Toto byl rovněž jejich primát u sovětských jaderných ponorek. Pro pomalou plavbu sloužily další dva dvoulisté šrouby. Nejvyšší rychlost byla 16 uzlů na hladině a 31 uzlů pod hladinou.